# یواس‌اس ال‌اس‌ام (آر)-۱۹۸
یواس‌اس ال‌اس‌ام (آر)-۱۹۸ (به انگلیسی: USS LSM(R)-198) یک کشتی بود که طول آن ۲۰۳ فوت ۶ اینچ (۶۲٫۰۳ متر) بود. این کشتی در سال ۱۹۴۴ ساخته شد.